# Thysanotus unicupensis
Thysanotus unicupensis är en sparrisväxtart som beskrevs av Sirisena, T.D.Macfarl. och John Godfrey Conran. Thysanotus unicupensis ingår i släktet Thysanotus och familjen sparrisväxter. Inga underarter finns listade i Catalogue of Life.